# Сєвєрний
Сє́вєрний (рос. Северный) — селище міського типу в Бєлгородському районі Бєлгородської області, Росія.
Населення селища становить 9 244 осіб (2008; 7 654 в 2002). Мешканці в основному працюють на підприємствах Бєлгорода.

## Культура та освіта
Працюють поліклініка, 2 школи, 2 дитячих садочки, церква.

## Видатні місця
- 2 меморіали захисникам вітчизни
- Ротонда «2000 років від Різдва Христового»